# Тетраборан
Те́трабора́н — неорганічна бінарна сполука ряду бороводнів складу B4H10.

## Фізичні властивості
Тетраборан — токсичний безбарвний газ із неприємним запахом. Може легко займатися на повітрі. Зріджується за температури 18 °C, кристалізується за −121 °C.

## Отримання
Вперше тетраборан було отримано за реакцією галогенпохідного диборану з металічним натрієм:
{\displaystyle \mathrm {6B_{2}H_{5}I+2Na{\xrightarrow {(pyrolysis)}}5B_{4}H_{10}+2NaI\!} }
Іншими методами отримання тетроборану є піроліз диборану та кислотний гідроліз боридів лужних і лужноземельних металів:
{\displaystyle \mathrm {2B_{2}H_{6}\rightarrow B_{4}H_{10}+H_{2}\!} }
{\displaystyle \mathrm {Mg_{3}B_{2}+HCl+H_{2}O\rightarrow B_{4}H_{10}+...\!} } (вихід 14%)

## Хімічні властивості
Тетраборан піддається гідролізу в гарячій воді:
{\displaystyle \mathrm {B_{4}H_{10}+12H_{2}O\rightarrow 4H_{3}BO_{3}\!} }
Реакція з гідрогалогенідами дає заміщення атомів водню:
{\displaystyle \mathrm {B_{4}H_{10}+HCl\rightarrow B_{4}H_{9}Cl+H_{2}\!} }
{\displaystyle \mathrm {B_{4}H_{9}Cl+HCl\rightarrow B_{4}H_{8}Cl_{2}+H_{2}\!} }
Тетраборан виявляє сильні кислотні властивості. З основами Льюїса (наприклад, з аміаком) утворює нестійкі комплекси:
{\displaystyle \mathrm {B_{4}H_{10}+2NH_{3}\rightarrow [H_{2}B(NH_{3})_{2}]^{+}[B_{3}H_{8}]^{-}+H_{2}\!} }

## Безпека
Оскільки тетраборан легко окислюється, його потрібно зберігати під вакуумом. Тетраборан спалахує при контакті з повітрям, киснем та нітратною кислотою. Борани в цілому, включаючи тетраборан, вважаються дуже токсичними та біологічно руйнівними. Дослідження, що складалося з невеликого щоденного впливу хімічної речовини на кроликів та щурів, призвели до летального результату.